# Полска мишка
Полската мишка (Apodemus agrarius) е вид дребен бозайник от семейство Мишкови (Muridae).

## Разпространение и местообитание
Разпространен е в по-голямата част от Евразия, от Западна Европа до Япония. Обитава влажни и открити места – долини, особено в близост до водоеми. Среща се из цяла България, в по-ниските части.

## Описание
Има маса 12 – 50 g, дължина на тялото с главата 70 – 140 mm, дължина на опашката – 61 – 96 mm.